# Fissistigma kingii
Fissistigma kingii är en kirimojaväxtart som först beskrevs av Jacob Gijsbert Boerlage, och fick sitt nu gällande namn av Isaac Henry Burkill. Fissistigma kingii ingår i släktet Fissistigma och familjen kirimojaväxter.

## Underarter
Arten delas in i följande underarter:
- F. k. multinerve
- F. k. grandiflorum
- F. k. tomentosum
- F. k. fagifolium